# تیم ملی والیبال زنان فیلیپین
تیم ملی والیبال زنان فیلیپین (انگلیسی: Philippines women's national volleyball team) تیم ملی والیبال مختص زنان فیلیپینی است که به عنوان نماینده فیلیپین در رقابت‌های رسمی و دوستانه با حریفان به رقابت می‌پردازند.